# ویتور تورمنا
ویتور تورمنا دی فاریاس (انگلیسی: Vítor Tormena؛ زادهٔ ۴ ژانویهٔ ۱۹۹۶) بازیکن فوتبال اهل برزیل است.
از باشگاه‌هایی که در آن بازی کرده‌است می‌توان به باشگاه فوتبال سائو پائولو اشاره کرد.

## افتخارات
براگا
قهرمان
- جام حذفی فوتبال پرتغال: ۲۰۲۰–۲۰۲۱[۲]
- لیگ کاپ: ۲۰۱۹–۲۰۲۰